# 21e étape du Tour d'Italie 2021
Pour un article plus général, voir Tour d'Italie 2021.
La 21e étape du Tour d'Italie 2021 se déroule le dimanche 30 mai 2021 sous la forme d'un contre-la-montre individuel, entre Senago en Milan, sur une distance de 29,4 km.

## Profil de l'étape
Cette ultime étape disputée contre-la-montre relie le centre de Senago à Milan et à sa célèbre Piazza del Duomo. Elle se déroule principalement sur des routes larges et plates pour une distance de 30,3 kilomètres.

## Déroulement de la course
Comme lors du contre-la-montre de la 1ère étape, l'Italien Filippo Ganna (Ineos-Grenadiers), champion du monde de la spécialité remporte la dernière étape du Giro 2021 disputée aussi contre-la-montre. Cette étape ne modifie pas l'ordre des premières places du classement général.

## Résultats

### Classement de l'étape
| \| Classement de l'étape \| Classement de l'étape \| Classement de l'étape \| Classement de l'étape \| Classement de l'étape \| \| Coureur \| Coureur \| Pays \| Équipe \| Temps \| \| --------------------- \| --------------------- \| --------------------- \| --------------------- \| --------------------- \| \| 1er \| Filippo Ganna \| Italie \| Ineos Grenadiers \| 33 min 48 s \| \| 2e \| Rémi Cavagna \| France \| Deceuninck-Quick Step \| + 12 s \| \| 3e \| Edoardo Affini \| Italie \| Jumbo-Visma \| + 13 s \| \| 4e \| Matteo Sobrero \| Italie \| Astana-Premier Tech \| + 14 s \| \| 5e \| João Almeida \| Portugal \| Deceuninck-Quick Step \| + 27 s \| \| 6e \| Max Walscheid \| Allemagne \| Qhubeka Assos \| + 33 s \| \| 7e \| Alberto Bettiol \| Italie \| EF Education-Nippo \| + 34 s \| \| 8e \| Jan Tratnik \| Slovénie \| Bahrain Victorious \| + 42 s \| \| 9e \| Gianni Moscon \| Italie \| Ineos Grenadiers \| + 44 s \| \| 10e \| Iljo Keisse \| Belgique \| Deceuninck-Quick Step \| + 47 s \| |                 |           |                       |             |
| |                 |           |                       |             |
| Source : ProCyclingStats |                 |           |                       |             |
| Classement de l'étape |                 |           |                       |             |
| Coureur | Coureur         | Pays      | Équipe                | Temps       |
| 1er | Filippo Ganna   | Italie    | Ineos Grenadiers      | 33 min 48 s |
| 2e | Rémi Cavagna    | France    | Deceuninck-Quick Step | + 12 s      |
| 3e | Edoardo Affini  | Italie    | Jumbo-Visma           | + 13 s      |
| 4e | Matteo Sobrero  | Italie    | Astana-Premier Tech   | + 14 s      |
| 5e | João Almeida    | Portugal  | Deceuninck-Quick Step | + 27 s      |
| 6e | Max Walscheid   | Allemagne | Qhubeka Assos         | + 33 s      |
| 7e | Alberto Bettiol | Italie    | EF Education-Nippo    | + 34 s      |
| 8e | Jan Tratnik     | Slovénie  | Bahrain Victorious    | + 42 s      |
| 9e | Gianni Moscon   | Italie    | Ineos Grenadiers      | + 44 s      |
| 10e | Iljo Keisse     | Belgique  | Deceuninck-Quick Step | + 47 s      |

### Classements aux points intermédiaires
| Classement intermédiaire no 1 Cascina Battiloca (km 9,2) | Classement intermédiaire no 1 Cascina Battiloca (km 9,2) | Classement intermédiaire no 1 Cascina Battiloca (km 9,2) | Classement intermédiaire no 1 Cascina Battiloca (km 9,2) | Classement intermédiaire no 1 Cascina Battiloca (km 9,2) |
|                                                          | Coureur                                                  | Pays                                                     | Équipe                                                   | Temps                                                    |
| -------------------------------------------------------- | -------------------------------------------------------- | -------------------------------------------------------- | -------------------------------------------------------- | -------------------------------------------------------- |
| 1er                                                      | Filippo Ganna                                            | Italie                                                   | Ineos Grenadiers                                         | en 10 min 18 s                                           |
| 2e                                                       | Max Walscheid                                            | Allemagne                                                | Qhubeka Assos                                            | + 12 s                                                   |
| 3e                                                       | Rémi Cavagna                                             | France                                                   | Deceuninck-Quick Step                                    | + 13 s                                                   |
| 4e                                                       | Maciej Bodnar                                            | Pologne                                                  | Bora-Hansgrohe                                           | + 15 s                                                   |
| 5e                                                       | João Almeida                                             | Portugal                                                 | Deceuninck-Quick Step                                    | + 15 s                                                   |
| 6e                                                       | Edoardo Affini                                           | Italie                                                   | Jumbo-Visma                                              | + 16 s                                                   |
| 7e                                                       | Jonathan Castroviejo                                     | Espagne                                                  | Ineos Grenadiers                                         | + 21 s                                                   |
| 8e                                                       | Tobias Foss                                              | Norvège                                                  | Jumbo-Visma                                              | + 22 s                                                   |
| 9e                                                       | Damiano Caruso                                           | Italie                                                   | Bahrain Victorious                                       | + 22 s                                                   |
| 10e                                                      | Matthias Brändle                                         | Autriche                                                 | Israel Start-Up Nation                                   | + 23 s                                                   |
| modifier                                                 |                                                          |                                                          |                                                          |                                                          |

| Classement intermédiaire no 2 Sesto San Giovanni (km 18,8) | Classement intermédiaire no 2 Sesto San Giovanni (km 18,8) | Classement intermédiaire no 2 Sesto San Giovanni (km 18,8) | Classement intermédiaire no 2 Sesto San Giovanni (km 18,8) | Classement intermédiaire no 2 Sesto San Giovanni (km 18,8) |
|                                                            | Coureur                                                    | Pays                                                       | Équipe                                                     | Temps                                                      |
| ---------------------------------------------------------- | ---------------------------------------------------------- | ---------------------------------------------------------- | ---------------------------------------------------------- | ---------------------------------------------------------- |
| 1er                                                        | Filippo Ganna                                              | Italie                                                     | Ineos Grenadiers                                           | en 21 min 55 s                                             |
| 2e                                                         | Rémi Cavagna                                               | France                                                     | Deceuninck-Quick Step                                      | + 18 s                                                     |
| 3e                                                         | Edoardo Affini                                             | Italie                                                     | Jumbo-Visma                                                | + 30 s                                                     |
| 4e                                                         | Max Walscheid                                              | Allemagne                                                  | Qhubeka Assos                                              | + 32 s                                                     |
| 5e                                                         | João Almeida                                               | Portugal                                                   | Deceuninck-Quick Step                                      | + 35 s                                                     |
| 6e                                                         | Matteo Sobrero                                             | Italie                                                     | Astana-Premier Tech                                        | + 36 s                                                     |
| 7e                                                         | Jan Tratnik                                                | Slovénie                                                   | Bahrain Victorious                                         | + 37 s                                                     |
| 8e                                                         | Gianni Moscon                                              | Italie                                                     | Ineos Grenadiers                                           | + 38 s                                                     |
| 9e                                                         | Alberto Bettiol                                            | Italie                                                     | EF Education-Nippo                                         | + 45 s                                                     |
| 10e                                                        | Maciej Bodnar                                              | Pologne                                                    | Bora-Hansgrohe                                             | + 48 s                                                     |
| modifier                                                   |                                                            |                                                            |                                                            |                                                            |

### Points attribués pour le classement par points
| \| Arrivée d'étape Milan (km 29,4) \| Arrivée d'étape Milan (km 29,4) \| Arrivée d'étape Milan (km 29,4) \| Arrivée d'étape Milan (km 29,4) \| Arrivée d'étape Milan (km 29,4) \| \| ------------------------------- \| ------------------------------- \| ------------------------------- \| ------------------------------- \| ------------------------------- \| \| \| Coureur \| Pays \| Équipe \| Point(s) \| \| 1er \| Filippo Ganna \| Italie \| Ineos Grenadiers \| 15 \| \| 2e \| Rémi Cavagna \| France \| Deceuninck-Quick Step \| 12 \| \| 3e \| Edoardo Affini \| Italie \| Jumbo-Visma \| 9 \| \| 4e \| Matteo Sobrero \| Italie \| Astana-Premier Tech \| 7 \| \| 5e \| João Almeida \| Portugal \| Deceuninck-Quick Step \| 6 \| \| 6e \| Max Walscheid \| Allemagne \| Qhubeka Assos \| 5 \| \| 7e \| Alberto Bettiol \| Italie \| EF Education-Nippo \| 4 \| \| 8e \| Jan Tratnik \| Slovénie \| Bahrain Victorious \| 3 \| \| 9e \| Gianni Moscon \| Italie \| Ineos Grenadiers \| 2 \| \| 10e \| Iljo Keisse \| Belgique \| Deceuninck-Quick Step \| 1 \| \| modifier \| \| \| \| \| |                 |           |                       |          |
| Arrivée d'étape Milan (km 29,4) |                 |           |                       |          |
| | Coureur         | Pays      | Équipe                | Point(s) |
| 1er | Filippo Ganna   | Italie    | Ineos Grenadiers      | 15       |
| 2e | Rémi Cavagna    | France    | Deceuninck-Quick Step | 12       |
| 3e | Edoardo Affini  | Italie    | Jumbo-Visma           | 9        |
| 4e | Matteo Sobrero  | Italie    | Astana-Premier Tech   | 7        |
| 5e | João Almeida    | Portugal  | Deceuninck-Quick Step | 6        |
| 6e | Max Walscheid   | Allemagne | Qhubeka Assos         | 5        |
| 7e | Alberto Bettiol | Italie    | EF Education-Nippo    | 4        |
| 8e | Jan Tratnik     | Slovénie  | Bahrain Victorious    | 3        |
| 9e | Gianni Moscon   | Italie    | Ineos Grenadiers      | 2        |
| 10e | Iljo Keisse     | Belgique  | Deceuninck-Quick Step | 1        |
| modifier |                 |           |                       |          |

## Classements à l'issue de l'étape

### Classement général
| \| Classement général \| Classement général \| Classement général \| Classement général \| Classement général \| \| Coureur \| Coureur \| Pays \| Équipe \| Temps \| \| ------------------ \| ------------------ \| ------------------ \| ---------------------- \| ------------------ \| \| 1er \| Egan Bernal \| Colombie \| Ineos Grenadiers \| 86 h 17 min 28 s \| \| 2e \| Damiano Caruso \| Italie \| Bahrain Victorious \| + 1 min 29 s \| \| 3e \| Simon Yates \| Royaume-Uni \| BikeExchange \| + 4 min 15 s \| \| 4e \| Aleksandr Vlasov \| Russie \| Astana-Premier Tech \| + 6 min 40 s \| \| 5e \| Daniel Martínez \| Colombie \| Ineos Grenadiers \| + 7 min 24 s \| \| 6e \| João Almeida \| Portugal \| Deceuninck-Quick Step \| + 7 min 24 s \| \| 7e \| Romain Bardet \| France \| Team DSM \| + 8 min 05 s \| \| 8e \| Hugh Carthy \| Royaume-Uni \| EF Education-Nippo \| + 8 min 56 s \| \| 9e \| Tobias Foss \| Norvège \| Jumbo-Visma \| + 11 min 44 s \| \| 10e \| Dan Martin \| Irlande \| Israel Start-Up Nation \| + 18 min 35 s \| |                  |             |                        |                  |
| |                  |             |                        |                  |
| Source : ProCyclingStats |                  |             |                        |                  |
| Classement général |                  |             |                        |                  |
| Coureur | Coureur          | Pays        | Équipe                 | Temps            |
| 1er | Egan Bernal      | Colombie    | Ineos Grenadiers       | 86 h 17 min 28 s |
| 2e | Damiano Caruso   | Italie      | Bahrain Victorious     | + 1 min 29 s     |
| 3e | Simon Yates      | Royaume-Uni | BikeExchange           | + 4 min 15 s     |
| 4e | Aleksandr Vlasov | Russie      | Astana-Premier Tech    | + 6 min 40 s     |
| 5e | Daniel Martínez  | Colombie    | Ineos Grenadiers       | + 7 min 24 s     |
| 6e | João Almeida     | Portugal    | Deceuninck-Quick Step  | + 7 min 24 s     |
| 7e | Romain Bardet    | France      | Team DSM               | + 8 min 05 s     |
| 8e | Hugh Carthy      | Royaume-Uni | EF Education-Nippo     | + 8 min 56 s     |
| 9e | Tobias Foss      | Norvège     | Jumbo-Visma            | + 11 min 44 s    |
| 10e | Dan Martin       | Irlande     | Israel Start-Up Nation | + 18 min 35 s    |

| Classement par points | Classement par points | Classement par points | Classement par points              | Classement par points |
| Coureur               | Coureur               | Pays                  | Équipe                             | Points                |
| --------------------- | --------------------- | --------------------- | ---------------------------------- | --------------------- |
| 1er                   | Peter Sagan           | Slovaquie             | Bora-Hansgrohe                     | 136 pts               |
| 2e                    | Davide Cimolai        | Italie                | Israel Start-Up Nation             | 118 pts               |
| 3e                    | Fernando Gaviria      | Colombie              | UAE Team Emirates                  | 116 pts               |
| 4e                    | Elia Viviani          | Italie                | Cofidis                            | 86 pts                |
| 5e                    | Egan Bernal           | Colombie              | Ineos Grenadiers                   | 80 pts                |
| 6e                    | Dries De Bondt        | Belgique              | Alpecin-Fenix                      | 71 pts                |
| 7e                    | Andrea Pasqualon      | Italie                | Intermarché-Wanty-Gobert Matériaux | 61 pts                |
| 8e                    | Simone Consonni       | Italie                | Cofidis                            | 60 pts                |
| 9e                    | Edoardo Affini        | Italie                | Jumbo-Visma                        | 59 pts                |
| 10e                   | Alberto Bettiol       | Italie                | EF Education-Nippo                 | 57 pts                |

| Classement par points | Classement par points | Classement par points | Classement par points              | Classement par points |
| Coureur               | Coureur               | Pays                  | Équipe                             | Points                |
| --------------------- | --------------------- | --------------------- | ---------------------------------- | --------------------- |
| 1er                   | Peter Sagan           | Slovaquie             | Bora-Hansgrohe                     | 136 pts               |
| 2e                    | Davide Cimolai        | Italie                | Israel Start-Up Nation             | 118 pts               |
| 3e                    | Fernando Gaviria      | Colombie              | UAE Team Emirates                  | 116 pts               |
| 4e                    | Elia Viviani          | Italie                | Cofidis                            | 86 pts                |
| 5e                    | Egan Bernal           | Colombie              | Ineos Grenadiers                   | 80 pts                |
| 6e                    | Dries De Bondt        | Belgique              | Alpecin-Fenix                      | 71 pts                |
| 7e                    | Andrea Pasqualon      | Italie                | Intermarché-Wanty-Gobert Matériaux | 61 pts                |
| 8e                    | Simone Consonni       | Italie                | Cofidis                            | 60 pts                |
| 9e                    | Edoardo Affini        | Italie                | Jumbo-Visma                        | 59 pts                |
| 10e                   | Alberto Bettiol       | Italie                | EF Education-Nippo                 | 57 pts                |

| Classement de la montagne | Classement de la montagne | Classement de la montagne | Classement de la montagne | Classement de la montagne |
| Coureur                   | Coureur                   | Pays                      | Équipe                    | Points                    |
| ------------------------- | ------------------------- | ------------------------- | ------------------------- | ------------------------- |
| 1er                       | Geoffrey Bouchard         | France                    | AG2R Citroën Team         | 184 pts                   |
| 2e                        | Egan Bernal               | Colombie                  | Ineos Grenadiers          | 140 pts                   |
| 3e                        | Damiano Caruso            | Italie                    | Bahrain Victorious        | 99 pts                    |
| 4e                        | Dan Martin                | Irlande                   | Israel Start-Up Nation    | 83 pts                    |
| 5e                        | Simon Yates               | Royaume-Uni               | BikeExchange              | 61 pts                    |
| 6e                        | João Almeida              | Portugal                  | Deceuninck-Quick Step     | 54 pts                    |
| 7e                        | Bauke Mollema             | Pays-Bas                  | Trek-Segafredo            | 53 pts                    |
| 8e                        | Lorenzo Fortunato         | Italie                    | Eolo-Kometa               | 52 pts                    |
| 9e                        | Romain Bardet             | France                    | Team DSM                  | 49 pts                    |
| 10e                       | Michael Storer            | Australie                 | Team DSM                  | 46 pts                    |

| Classement de la montagne | Classement de la montagne | Classement de la montagne | Classement de la montagne | Classement de la montagne |
| Coureur                   | Coureur                   | Pays                      | Équipe                    | Points                    |
| ------------------------- | ------------------------- | ------------------------- | ------------------------- | ------------------------- |
| 1er                       | Geoffrey Bouchard         | France                    | AG2R Citroën Team         | 184 pts                   |
| 2e                        | Egan Bernal               | Colombie                  | Ineos Grenadiers          | 140 pts                   |
| 3e                        | Damiano Caruso            | Italie                    | Bahrain Victorious        | 99 pts                    |
| 4e                        | Dan Martin                | Irlande                   | Israel Start-Up Nation    | 83 pts                    |
| 5e                        | Simon Yates               | Royaume-Uni               | BikeExchange              | 61 pts                    |
| 6e                        | João Almeida              | Portugal                  | Deceuninck-Quick Step     | 54 pts                    |
| 7e                        | Bauke Mollema             | Pays-Bas                  | Trek-Segafredo            | 53 pts                    |
| 8e                        | Lorenzo Fortunato         | Italie                    | Eolo-Kometa               | 52 pts                    |
| 9e                        | Romain Bardet             | France                    | Team DSM                  | 49 pts                    |
| 10e                       | Michael Storer            | Australie                 | Team DSM                  | 46 pts                    |

| Classement du meilleur jeune | Classement du meilleur jeune | Classement du meilleur jeune | Classement du meilleur jeune | Classement du meilleur jeune |
| Coureur                      | Coureur                      | Pays                         | Équipe                       | Temps                        |
| ---------------------------- | ---------------------------- | ---------------------------- | ---------------------------- | ---------------------------- |
| 1er                          | Egan Bernal                  | Colombie                     | Ineos Grenadiers             | 86 h 17 min 28 s             |
| 2e                           | Aleksandr Vlasov             | Russie                       | Astana-Premier Tech          | + 6 min 40 s                 |
| 3e                           | Daniel Martínez              | Colombie                     | Ineos Grenadiers             | + 7 min 24 s                 |
| 4e                           | João Almeida                 | Portugal                     | Deceuninck-Quick Step        | + 7 min 24 s                 |
| 5e                           | Tobias Foss                  | Norvège                      | Jumbo-Visma                  | + 11 min 44 s                |
| 6e                           | Attila Valter                | Hongrie                      | Groupama-FDJ                 | + 45 min 30 s                |
| 7e                           | Lorenzo Fortunato            | Italie                       | Eolo-Kometa                  | + 47 min 31 s                |
| 8e                           | Michael Storer               | Australie                    | Team DSM                     | + 1 h 49 min 05 s            |
| 9e                           | Harold Tejada                | Colombie                     | Astana-Premier Tech          | + 2 h 01 min 12 s            |
| 10e                          | Alessandro Covi              | Italie                       | UAE Team Emirates            | + 2 h 03 min 30 s            |

| Classement du meilleur jeune | Classement du meilleur jeune | Classement du meilleur jeune | Classement du meilleur jeune | Classement du meilleur jeune |
| Coureur                      | Coureur                      | Pays                         | Équipe                       | Temps                        |
| ---------------------------- | ---------------------------- | ---------------------------- | ---------------------------- | ---------------------------- |
| 1er                          | Egan Bernal                  | Colombie                     | Ineos Grenadiers             | 86 h 17 min 28 s             |
| 2e                           | Aleksandr Vlasov             | Russie                       | Astana-Premier Tech          | + 6 min 40 s                 |
| 3e                           | Daniel Martínez              | Colombie                     | Ineos Grenadiers             | + 7 min 24 s                 |
| 4e                           | João Almeida                 | Portugal                     | Deceuninck-Quick Step        | + 7 min 24 s                 |
| 5e                           | Tobias Foss                  | Norvège                      | Jumbo-Visma                  | + 11 min 44 s                |
| 6e                           | Attila Valter                | Hongrie                      | Groupama-FDJ                 | + 45 min 30 s                |
| 7e                           | Lorenzo Fortunato            | Italie                       | Eolo-Kometa                  | + 47 min 31 s                |
| 8e                           | Michael Storer               | Australie                    | Team DSM                     | + 1 h 49 min 05 s            |
| 9e                           | Harold Tejada                | Colombie                     | Astana-Premier Tech          | + 2 h 01 min 12 s            |
| 10e                          | Alessandro Covi              | Italie                       | UAE Team Emirates            | + 2 h 03 min 30 s            |

| Classement par équipes | Classement par équipes | Classement par équipes | Classement par équipes |
| Équipe                 | Équipe                 | Pays                   | Temps                  |
| ---------------------- | ---------------------- | ---------------------- | ---------------------- |
| 1re                    | Ineos Grenadiers       | Royaume-Uni            | 259 h 30 min 31 s      |
| 2e                     | Jumbo-Visma            | Pays-Bas               | + 26 min 52 s          |
| 3e                     | Team DSM               | Allemagne              | + 29 min 09 s          |
| 4e                     | Astana-Premier Tech    | Kazakhstan             | + 33 min 05 s          |
| 5e                     | Team BikeExchange      | Australie              | + 1 h 15 min 12 s      |
| 6e                     | Trek-Segafredo         | États-Unis             | + 1 h 27 min 09 s      |
| 7e                     | Movistar Team          | Espagne                | + 1 h 28 min 18 s      |
| 8e                     | Deceuninck-Quick Step  | Belgique               | + 1 h 37 min 51 s      |
| 9e                     | Bahrain Victorious     | Bahreïn                | + 1 h 51 min 05 s      |
| 10e                    | UAE Team Emirates      | Émirats arabes unis    | + 1 h 54 min 04 s      |

| Classement par équipes | Classement par équipes | Classement par équipes | Classement par équipes |
| Équipe                 | Équipe                 | Pays                   | Temps                  |
| ---------------------- | ---------------------- | ---------------------- | ---------------------- |
| 1re                    | Ineos Grenadiers       | Royaume-Uni            | 259 h 30 min 31 s      |
| 2e                     | Jumbo-Visma            | Pays-Bas               | + 26 min 52 s          |
| 3e                     | Team DSM               | Allemagne              | + 29 min 09 s          |
| 4e                     | Astana-Premier Tech    | Kazakhstan             | + 33 min 05 s          |
| 5e                     | Team BikeExchange      | Australie              | + 1 h 15 min 12 s      |
| 6e                     | Trek-Segafredo         | États-Unis             | + 1 h 27 min 09 s      |
| 7e                     | Movistar Team          | Espagne                | + 1 h 28 min 18 s      |
| 8e                     | Deceuninck-Quick Step  | Belgique               | + 1 h 37 min 51 s      |
| 9e                     | Bahrain Victorious     | Bahreïn                | + 1 h 51 min 05 s      |
| 10e                    | UAE Team Emirates      | Émirats arabes unis    | + 1 h 54 min 04 s      |